# Polnisches Helsinki-Komitee
Das Polnische Helsinki-Komitee (polnisch Komitet Helsiński w Polsce) ist eine Nichtregierungsorganisation, die sich für die Einhaltung von Menschen- und Bürgerrechten in Polen und anderen Ländern einsetzt.

## Geschichte
Das Polnische Helsinki-Komitee wurde 1982 während des Kriegsrechts in Polen gegründet. Es wollte die Einhaltung der Menschenrechte in Polen gemäß der Schlussakte von Helsinki beobachten. Das Komitee wurde Mitglied der Internationalen Helsinki-Föderation für Menschenrechte.
1983 erstellte es seinen ersten Bericht über die Situation während des Kriegsrechts auf über 1000 Seiten.
1989 wurden Mitglieder des Komitees Abgeordnete des ersten teilweise frei gewählten Parlaments und der Regierung unter Tadeusz Mazowiecki.
1989 gründete es die Polnische Helsinki-Stiftung für Menschenrechte.

## Tätigkeit
Das Polnische Helsinki-Komitee engagiert sich bis heute für die Wahrung der Bürgerrechte in Polen. Es kritisierte verschiedene Entscheidungen der aktuellen polnischen Regierung.
Das Komitee unterstützt Menschenrechtsorganisationen in Russland, wie das Zentrum für Bürgerbildung und Menschenrechte.
Die Helsinki-Stiftung für Menschenrechte erstellt regelmäßige Berichte zur Situation der Bürgerrechte in Polen. Sie organisiert jährlich das Filmfestival «Watch Docs» für Menschenrechte.